# MTV Movie Awards 2001
10. gala MTV Movie Awards odbyła się 2 czerwca 2001 roku w Shrine Auditorium w Los Angeles. Prowadzącymi uroczystość byli Kirsten Dunst i Jimmy Fallon.
Dodano cztery nowe kategorie, jednak ich zwycięzcy nie pojawili się na gali: Najlepszy Wers, Najlepsza Rola Cameo, Najlepszy Ubiór i Najlepszy Moment Muzyczny. Znikła kategoria Najlepsza Filmowa Piosenka, powróciła za to Najlepsza Scena Taneczna (nagrodę w tej kategorii przyznano wcześniej tylko raz, Umie Thurman i Johnowi Travolcie za Pulp Fiction; później otrzymał ją tylko Seann William Scott – w 2004 roku za American Pie: Wesele). Zmieniła się nazwa kategorii Najlepszy Filmowy Zespół – z Best On-Screen Duo (dosł. najlepszy ekranowy duet) na Best On-Screen Team (dosł. najlepszy ekranowy zespół).
Podczas gali wystąpili Dave Matthews Band, Weezer, Christina Aguilera, Lil’ Kim, Mya, Pink.

## Nominacje

### Najlepszy film
- Gladiator
- X-Men
- Hannibal
- Erin Brockovich
- Przyczajony Tygrys, Ukryty Smok

### Najlepszy aktor
- Tom Cruise – Mission: Impossible II
- Mel Gibson – Patriota
- Omar Epps – Miłość i koszykówka
- Tom Hanks – Cast Away: Poza światem
- Russell Crowe – Gladiator

### Najlepsza aktorka
- Julia Roberts – Erin Brockovich
- Jennifer López – Cela
- Julia Stiles – W rytmie hip-hopu
- Aaliyah – Romeo musi umrzeć
- Kate Hudson – U progu sławy

### Najlepsza męska rola przełomowa
- Sean Patrick Thomas – W rytmie hip-hopu
- Ashton Kutcher – Stary, gdzie moja bryka?
- Jack Black – Przeboje i podboje
- Tom Green – Ostra jazda
- Patrick Fugit – U progu sławy
- Hugh Jackman – X-Men

### Najlepsza żeńska rola przełomowa
- Erika Christensen – Traffic
- Zhang Ziyi – Przyczajony Tygrys, Ukryty Smok
- Aaliyah – Romeo musi umrzeć
- Piper Perabo – Wygrane marzenia
- Anna Faris – Straszny film

### Najlepszy ekranowy zespół
- Drew Barrymore, Cameron Díaz i Lucy Liu – Aniołki Charliego
- Robert De Niro i Ben Stiller – Poznaj mojego tatę
- George Clooney, John Titurro i Tim Blake Nelson – Bracie, gdzie jesteś?
- Tom Hanks i Wilson – Cast Away: Poza światem
- Hugh Jackman, Anna Paquin, Halle Berry, Famke Janssen i James Marsden – X-Men

### Najlepszy czarny charakter
- Jim Carrey – Grinch: Świąt nie będzie jako Grinch
- Joaquin Phoenix – Gladiator
- Anthony Hopkins – Hannibal
- Kevin Bacon – Człowiek widmo
- Vincent D’Onofrio – Cela

### Najlepszy występ komediowy
- Ben Stiller – Poznaj mojego tatę
- Martin Lawrence – Agent XXL
- Tom Green – Ostra jazda
- Eddie Murphy – Gruby i chudszy II: Rodzina Klumpów
- Jim Carrey – Ja, Irena i Ja

### Najlepszy pocałunek
- Julia Stiles i Sean Patrick Thomas – W rytmie hip-hopu
- Ben Affleck i Gwyneth Paltrow – Gra o miłość
- Anna Faris i Jon Abrahams – Straszny film
- Julianne Moore i Anthony Hopkins – Hannibal
- Tom Hanks i Helen Hunt – Cast Away: Poza światem

### Najlepsza scena akcji
- pościg motocyklowy – Mission: Impossible II
- pościg samochodowy – 60 sekund
- rzymska armia kontra germańskie hordy – Gladiator
- katastrofa samolotu – Cast Away: Poza światem

### Najlepsza walka
- Zhang Ziyi kontra Entire Bar – Przyczajony Tygrys, Ukryty Smok
- Russell Crowe kontra zamaskowany przeciwnik i tygrys – Gladiator
- Jet Li kontra koń i atakujący – Romeo musi umrzeć
- Drew Barrymore kontra atakujący – Aniołki Charliego

### Najlepsza scena taneczna
- scena fantasy Cameron Díaz – Aniołki Charliego
- otwierający wiwat – Dziewczyny z drużyny
- pierwsza lekcja Billy’ego – Billy Elliot
- scena w klubie – W rytmie hip-hopu

### Najlepszy wers
- „Are you a pothead, Focker?”: Robert De Niro – Poznaj mojego tatę
- „I am a Golden God!”: Billy Crudup – U progu sławy
- „It vexes me, I am terribly vexed!”: Joaquin Phoenix – Gladiator
- „Feel free to stick things in my slot!”: Cameron Díaz – Aniołki Charliego
- „Bite my ass, Krispy Kreme!”: Julia Roberts – Erin Brockovich

### Najlepsza rolacameo
- James van der Beek – Straszny film
- Bruce Springsteen – Przeboje i podboje
- Andy Dick – Ostra jazda
- Tom Green – Aniołki Charliego
- Ozzy Osbourne – Mały Nicky

### Najlepszy ubiór
- Jennifer López – Cela
- Elizabeth Hurley – Zakręcony
- Samuel L. Jackson – Shaft
- Kate Hudson – U progu sławy
- Lucy Liu – Aniołki Charliego

### Najlepszy nowy twórca
- Sofia Coppola – Przekleństwa nienawiści

### Najlepszy moment muzyczny
- Piper Perabo śpiewa One Way or Another – Wygrane marzenia
- Jack Black wykonuje Let’s Get it on – Przeboje i podboje
- Soggy Bottom Boys śpiewają Man of Constant Sorrow – Bracie, gdzie jesteś?
- Twisted Sister, scena w autobusie – Ostra jazda
- Tiny Dancer, scena w autobusie – U progu sławy